# Derbi del Oeste de Londres
El derbi del Oeste de Londres es el nombre dado a un derbi de fútbol jugado entre dos de los siguientes equipos de la zona oeste de Londres: Brentford, Chelsea, Fulham y el Queens Park Rangers. 
El derbi del oeste de Londres es menos prominente que otros derbis de este tipo en el fútbol inglés, debido a que los equipos a menudo están en divisiones separadas. El Chelsea no se enfrentó al Fulham entre 1986 y 2001. Queens Park no se enfrentó a Brentford entre 1966 y 2001 y no jugó con el Chelsea entre 1996 y 2008. El partido más común del derbi, el Chelsea-Fulham, ha tenido lugar 73 veces frente a los 172 (a febrero de 2012) del Derbi del Norte de Londres o los más de 200 del derbi de Merseyside entre Liverpool y Everton. La campaña 2011/12 fue la primera ocasión en que tres clubes del oeste de Londres competían en la máxima categoría en la misma temporada.

## Resultados y estadísticas

### Brentford vs Chelsea
|        | Partidos | Brentford | Empates | Chelsea | Goles Brentford | Goles Chelsea |
| ------ | -------- | --------- | ------- | ------- | --------------- | ------------- |
| Liga   | 10       | 5         | 1       | 5       | 17              | 15            |
| FA Cup | 3        | 0         | 1       | 2       | 2               | 10            |
| Total  | 13       | 5         | 2       | 7       | 15              | 24            |

Últimos dos resultados
| Estadio                     | Fecha                   | Competición    | Chelsea | Brentford |
| --------------------------- | ----------------------- | -------------- | ------- | --------- |
| Stamford Bridge             | 2 de abril de 2022      | Premier League | 1       | 4         |
| Brentford Community Stadium | 22 de diciembre de 2021 | EFL CUP        | 2       | 0         |

### Brentford vs Fulham
|                        | Partidos | Brentford | Empates | Fulham | Goles Brentford | Goles Fulham |
| ---------------------- | -------- | --------- | ------- | ------ | --------------- | ------------ |
| Liga                   | 53       | 19        | 15      | 19     | 72              | 68           |
| FA Cup                 | 2        | 1         | 0       | 1      | 3               | 2            |
| League Cup             | 5        | 3         | 1       | 1      | 7               | 3            |
| Football League Trophy | 3        | 1         | 1       | 1      | 2               | 3            |
| Total                  | 63       | 24        | 17      | 22     | 84              | 76           |

Últimos dos resultados
| Estadio                     | Fecha                | Competición                          | Brentford | Fulham |
| --------------------------- | -------------------- | ------------------------------------ | --------- | ------ |
| Brentford Community Stadium | 1 de octubre de 2020 | EFL Cup                              | 3         | 0      |
| Wembley Stadium             | 4 de agosto de 2020  | 2020 EFL Championship play-off Final | 1         | 2      |

### Brentford vs QPR
|            | Partidos | Brentford | Empates | QPR | Goles Brentford | Goles QPR |
| ---------- | -------- | --------- | ------- | --- | --------------- | --------- |
| Liga       | 77       | 30        | 24      | 23  | 105             | 92        |
| FA Cup     | 3        | 2         | 1       | 0   | 6               | 2         |
| League Cup | 1        | 1         | 0       | 0   | 4               | 1         |
| Total      | 81       | 33        | 25      | 23  | 115             | 95        |

Últimos dos resultados
| Estadio           | Fecha                   | Competición  | Brentford | QPR |
| ----------------- | ----------------------- | ------------ | --------- | --- |
| Brentford Stadium | 27 de noviembre de 2020 | Championship | 2         | 1   |
| Griffin Park      | 11 de enero de 2020     | Championship | 3         | 1   |

### Chelsea vs Fulham
|            | Partidos | Chelsea | Empates | Fulham | Goles Chelsea | Goles Fulham |
| ---------- | -------- | ------- | ------- | ------ | ------------- | ------------ |
| Liga       | 73       | 43      | 22      | 7      | 124           | 62           |
| FA Cup     | 6        | 2       | 2       | 2      | 7             | 7            |
| League Cup | 4        | 2       | 2       | 0      | 4             | 2            |
| Total      | 83       | 47      | 26      | 9      | 135           | 71           |

Últimos dos resultados
| Estadio        | Fecha               | Competición    | Chelsea | Fulham |
| -------------- | ------------------- | -------------- | ------- | ------ |
| Craven Cottage | 16 de enero de 2021 | Premier League | 1       | 0      |
| Craven Cottage | 3 de marzo de 2019  | Premier League | 2       | 1      |

### Chelsea vs QPR
|            | Partidos | Chelsea | Empates | QPR | Goles Chelsea | Goles QPR |
| ---------- | -------- | ------- | ------- | --- | ------------- | --------- |
| Liga       | 44       | 15      | 16      | 13  | 58            | 56        |
| FA Cup     | 6        | 4       | 1       | 1   | 8             | 4         |
| League Cup | 3        | 1       | 1       | 1   | 2             | 3         |
| Total      | 53       | 20      | 18      | 15  | 68            | 63        |

Últimos dos resultados
| Estadio         | Fecha                  | Competición    | Chelsea | QPR |
| --------------- | ---------------------- | -------------- | ------- | --- |
| Loftus Road     | 12 de abril de 2015    | Premier League | 1       | 0   |
| Stamford Bridge | 1 de noviembre de 2014 | Premier League | 2       | 1   |

### Fulham vs QPR
|            | Partidos | Fulham | Empates | QPR | Goles Fulham | Goles QPR |
| ---------- | -------- | ------ | ------- | --- | ------------ | --------- |
| Liga       | 34       | 14     | 6       | 14  | 51           | 42        |
| FA Cup     | 5        | 4      | 1       | 0   | 8            | 2         |
| League Cup | 1        | 1      | 0       | 0   | 2            | 0         |
| Total      | 40       | 19     | 7       | 14  | 61           | 44        |

Últimos dos resultados
| Estadio     | Fecha               | Competición  | Fulham | QPR |
| ----------- | ------------------- | ------------ | ------ | --- |
| Loftus Road | 9 de enero de 2021  | FA Cup       | 0      | 2   |
| Loftus Road | 30 de junio de 2020 | Championship | 2      | 1   |

- Datos: Q968636